# Гомель (Полоцький район)
Гомель (біл. Homieĺ) — агромістечко (колишнє смт) у Полоцьку району Вітебської області, на південно-східному березі озера Гомель, на шосе Полоцьк — Мінськ. Центр Гомельської сільської ради. За 23 кілометри на південь від міста та залізничної станції Полоцьк, 128 кілометрів від Вітебська.

## Історія
У середині XVI століття за наказом Сигізмунда ІІ Августа на місці колишнього городища був побудований Гомельський замок (станом на 2015 рік збереглися залишки замкових валів та ровів).

## Населення
- 362 жителі, 128 дворів (1997)

## Інфраструктура
- Середня школа
- Будинок культури
- Бібліотека
- Амбулаторія
- Аптека
- Поштове відділення

## Пам'ятні місця
- Меморіальний комплекс на честь партизанів
- Братська могила радянських воїнів та партизанів
- Оборонні споруди 30-х років (Полоцького УР). Зараз історико-культурний комплекс «Поле бойової слави».
- Курганний могильник Київської Русі (XII — XIII ст.), 2 км на південний захід від городища  Історико-культурна цінність Республіки Білорусь, шифр 213В000657</img> Історико-культурна цінність Білорусі, код 213В000657